# 通州小南門
39°54′01″N 116°38′49″E / 39.900207°N 116.646819°E

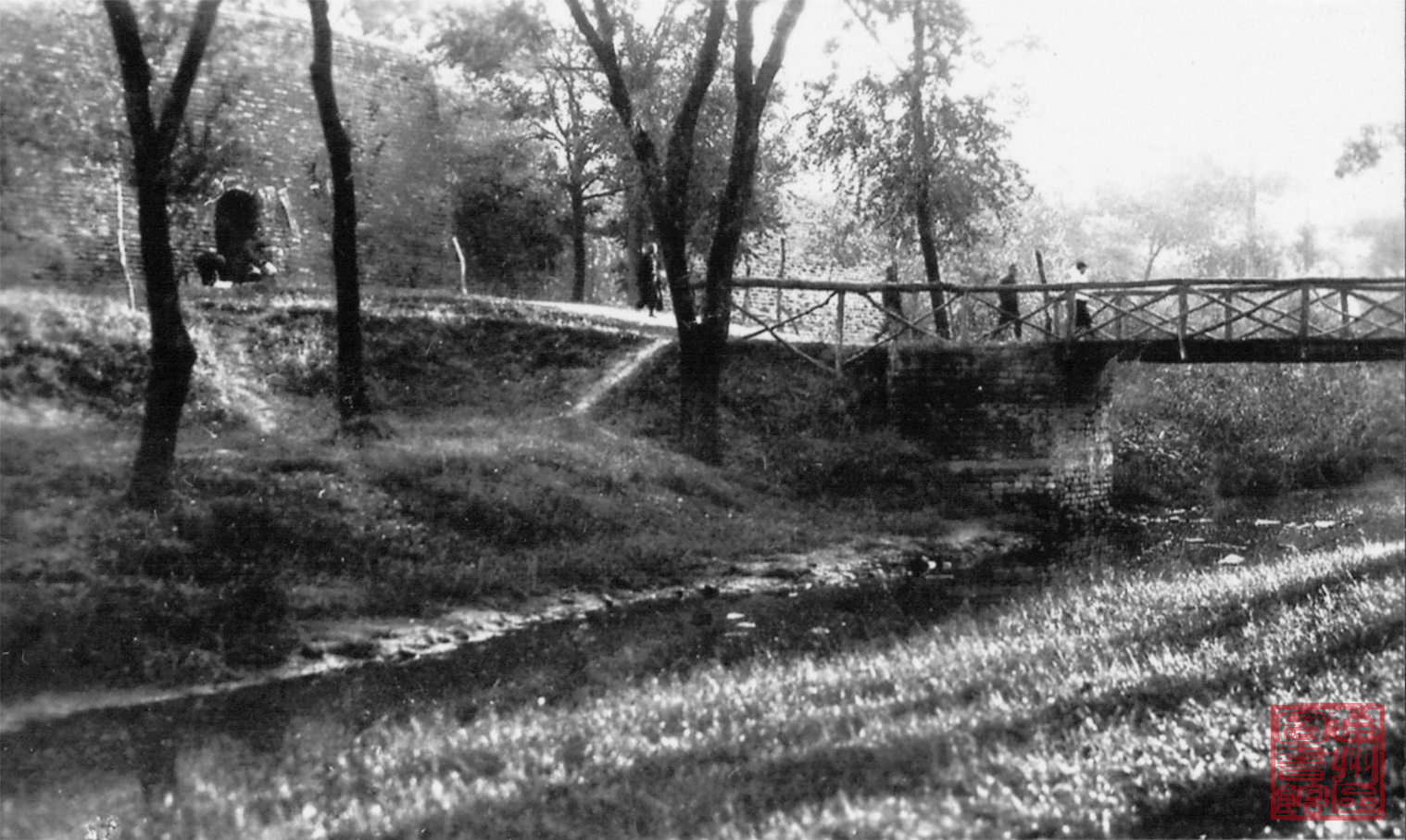
通州小南門

通州小南門是1901年美国传教士都春圃、谢子荣胁迫知州吴兆毅为了方便教徒出入证道堂方便，在通州新城南门西边大约436米开凿的一个小门。
1938年，日本傀儡通县政府封闭小南门。

## 评价
通州区教师进修学校离休教师王文续认为，小南門的开凿“不顾我国的传统惯例”，它“是一个地地道道的国耻门”。

## 周边
- 证道堂：位于后南仓，即今党校处。用庚子赔款16万两白银中的一部分修建[2]。
- 小南门桥：小南门外护城河的便桥，木制，上修建一座便桥，当时为美国耶稣教牧师、教民专用。长约11米，宽约3米，高约6米。1986年，修筑玉带河大街时拆除[2]。

|  | 通州 新城 北門 南門 新城南門 西門 東門 北極閣 文昌閣 敵樓 舊敵樓 鼓樓 文殊塔 南溪閘 減水閘 通流閘 新城大街 西大街 北大街 东大街 南关大街 南大街 西顺城街 天成巷 帥府街 東關大街 十字街 大、小紅牌樓胡同 新街下坡胡同 新街口 西倉 南倉 中倉 馬家胡同 熊家胡同 四眼井胡同 史家胡同 白將胡同 大条胡同 二条 三条胡同 小燒酒胡同 半截胡同 大燒酒胡同 中倉胡同 倉溝 史家胡同 石板胡同 如意胡同 蔡家胡同 教子胡同 東塔胡同 前剪子巷 后剪子巷 豆腐巷 八里橋 通利橋 哈叭橋 善人橋 臥虎橋 吾党橋 東水關 南水關 東海 西海 葫蘆頭 石壩 土壩 北運河 通州衛 理事廳 倉場署 刑錢府 江蘇局 浙江局 貢院 後營 東營房 西營房胡同 定邊衛 北後街 南街 黃亭 聖教寺 慈航寺 靜安寺 觀昌寺 文廟 武聖廟 大關廟 龍王觀 三官廟 萬壽宫 碧霞宫 射園 北果市 牛市口 魚市 糧食市 江米店 東柵欄口 西柵欄口 玉带河 |
|  | 光緒《通州志》中的“城池圖” |